# Авл Аллиен
Авл Аллие́н (лат. Aulus Allienus; умер после 43 года до н. э.) — римский военачальник и политический деятель, претор 49 года до н. э. В гражданских войнах 40-х годов до н. э. поддержал Гая Юлия Цезаря, после его гибели примкнул к сенатской «партии».

## Биография
Номен Аллиен (Allienus) относится к пиценским именам, в которых обычное для латыни окончание ius заменялось на enus. Авл является единственным носителем этого номена, известным истории.
Согласно предположению антиковеда Роберта Броутона, примерно в 62 году до н. э. Аллиен был квестором в Македонии. Первое надёжное упоминание об Авле в сохранившихся источниках относится к 61 году до н. э., когда он занимал должность легата при наместнике Азии Квинте Туллии Цицероне. Другими легатами были родственники наместника Луций Элий Туберон и Марк Гратидий. Брат Квинта Марк Туллий Цицерон в одном письме к нему говорит: «Аллиен… наш человек как по своим душевным качествам и доброжелательству, так особенно по стремлению подражать нам в образе жизни». Квинт задержался в провинции до 58 года до н. э., и Аллиен, по-видимому, всё это время был его подчинённым.
В 49 году до н. э. Авл занимал должность претора. В этом качестве он упоминается только один раз: Марк Туллий Цицерон в письме к Аттику от 12 мая пишет, что Аллиен надеялся на мирные переговоры между Гаем Юлием Цезарем и Гнеем Помпеем Великим, развязавшими гражданскую войну. Эти надежды не сбылись, а в конце 49 года до н. э. Цезарь, контролировавший к тому времени большую часть западных провинций, назначил наместником Сицилии некоего Авла Альбина. Исследователи полагают, что написавший об этом Аппиан ошибся в имени и что в действительности речь должна идти об Авле Аллиене. Последний, правивший Сицилией до 46 года до н. э., чеканил монету с легендой C. Caesar. imp. cos. iter. R. A. Allienus pro cos., участвовал в подготовке африканской кампании Цезаря, направлял Гаю Юлию подкрепления после его высадки в Африке; в частности, в начале 46 года до н. э. он переправил через море XIII и XIV легионы.
После убийства Цезаря в 44 году до н. э. Аллиен примкнул к сенатской «партии». Он опять отправился в Азию в качестве легата — на этот раз при наместнике Гае Требонии, одном из убийц Гая Юлия. Требоний в начале 43 года до н. э. в свою очередь был убит в Смирне по приказу цезарианца Публия Корнелия Долабеллы, который включил Аллиена в состав своего штаба и вскоре направил в Египет. Задачей Авла было забрать четыре легиона, расквартированные в Египте со времён Александрийской войны и необходимые Долабелле для войны за Сирию с ещё одним убийцей Цезаря, Гаем Кассием Лонгином. Аллиен уже шёл во главе этих войск на север через Палестину, когда его окружил Кассий с восемью легионами. Ввиду явного неравенства сил Авл капитулировал; в дальнейшем он участвовал в военных действиях против Долабеллы.
После 43 года до н. э. Авл Аллиен не упоминается в источниках.

## В культуре
Авл Аллиен действует в романе австралийской писательницы Колин Маккалоу «Октябрьский конь».